# Caiguda lliure
|  | Per a altres significats, vegeu «Caiguda lliure (esport)». |

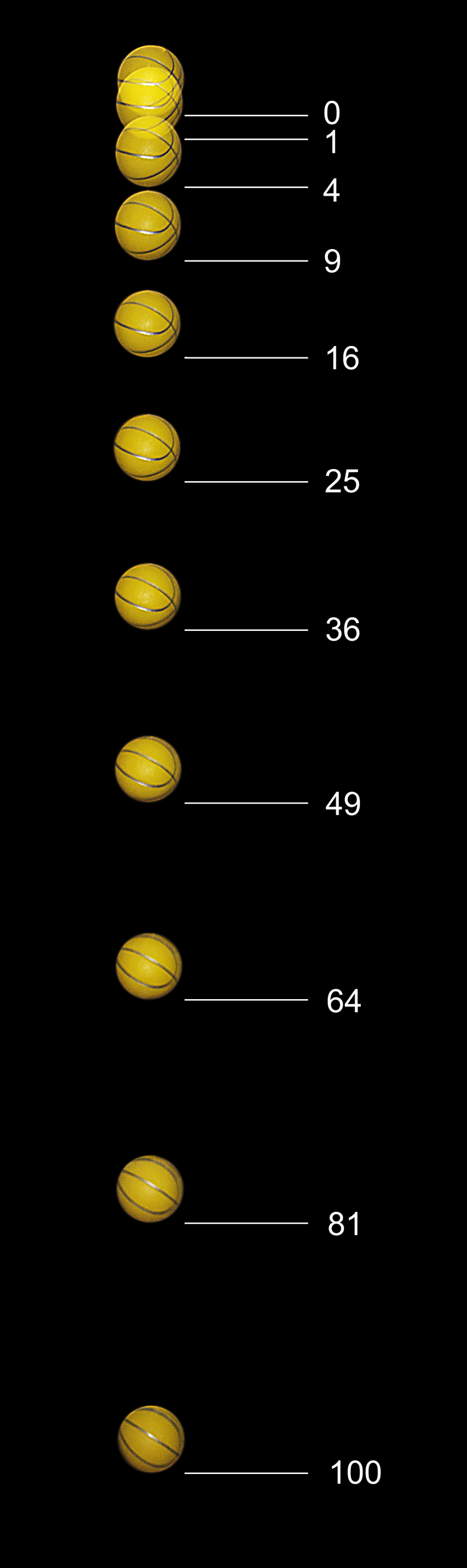
Caiguda lliure d'una pilota. Es mostra, mitjançant fotografia estroboscòpica, la posicions de la pilota a intervals regulars de temps: per t = 1, 2, 3, 4, 5, ..., l'espai recorregut és proporcional a 1, 4, 9, 16, 25, ..., etc.

La caiguda lliure és el moviment d'un cos sota l'acció exclusiva d'un camp gravitatori. Aquesta definició formal exclou totes les caigudes reals influïdes en major o menor mesura per la resistència aerodinàmica de l'aire, així com a qualsevol altra que tingui lloc en el si de qualsevol fluid, però és freqüent també referir-se col·loquialment a aquestes com "caigudes lliures", encara que els efectes de la viscositat del medi no siguin en general menyspreables.
Altres successos referits també com caiguda lliure el constitueixen les trajectòries geodèsiques en l'espaitemps descrites en la teoria de la relativitat general.
Fora de la física, a l'àmbit de l'oci, es pot parlar de "caiguda lliure" en referència a activitats que es basen a deixar-se caure una persona a través de l'atmosfera terrestre sense sustentació alar ni de paracaigudes durant una estona, com per exemple tirar-se (amarrat) d'un pont o en paracaigudes (i la "caiguda lliure" és el trajecte inicial sense paracaigudes).

## Caiguda lliure com a sistema de referència
Un sistema de referència lligat a un cos rígid en caiguda lliure es pot considerar inercial o no inercial en funció del marc teòric que estigui utilitzant.
A la física clàssica, la força gravitatòria que s'exerceix sobre una massa és proporcional a la intensitat del camp gravitatori en la posició espacial on es trobi aquesta massa. La constant de proporcionalitat és precisament el valor de la massa inercial del cos, tal com estableix el principi d'equivalència. A la física relativista, la gravetat és l'efecte que produeix sobre les trajectòries dels cossos la curvatura de l'espaitemps, en aquest cas, la gravetat no és una força, sinó una geodèsica. Per tant, des del punt de vista de la física clàssica, un sistema de referència en caiguda lliure és un sistema accelerat per la força de la gravetat i, com a tal, és no inercial. Per contra, des del punt de vista de la física relativista, el mateix sistema de referència és inercial, ja que encara que està accelerat en l'espai, no està accelerat en l'espaitemps. La diferència rau en la mateixa definició dels conceptes geomètrics i cinemàtics, que per a cada marc teòric són completament diferents.

## Caiguda lliure ideal

Animació de la caiguda lliure.

En la caiguda lliure pròpiament dita o ideal, es menysprea la resistència aerodinàmica que presenta l'aire al moviment del cos, analitzant el que passaria en el buit. En aquestes condicions, l'acceleració que adquiriria el cos seria deguda exclusivament a la gravetat, sent independent de la seva massa, per exemple, si deixéssim caure una bala de canó i una ploma en el buit, tots dos adquiririen la mateixa acceleració, {\displaystyle g\,}, que és l'acceleració de la gravetat

## Equació del moviment
Per la segona llei de Newton, la força {\displaystyle \mathbf {F} } que actua sobre un cos és igual al producte de la seva massa {\displaystyle m\,} per l'acceleració que adquireix. En caiguda lliure només intervenen el pes {\displaystyle \mathbf {P} } (vertical, cap avall) i el fregament aerodinàmic {\displaystyle \mathbf {f} (v)} en la mateixa direcció, i sentit oposat a la velocitat. Dins d'un camp gravitatori aproximadament constant, l'equació del moviment de caiguda lliure és:

{\displaystyle \mathbf {F} =\mathbf {P} +\mathbf {f} =-Mg{\mathbf {j} }-f{\frac {\mathbf {v} }{v}}=m{\frac {d\mathbf {v} }{dt}}}

L'acceleració de la gravetat {\displaystyle g\,} porta signe negatiu perquè es pren el eix vertical com a positiu cap amunt.

## Trajectòria en caiguda lliure

### Caiguda lliure totalment vertical
El moviment del cos en caiguda lliure és vertical amb velocitat creixent (aproximadament moviment uniformement accelerat amb acceleració g) (aproximadament perquè l'acceleració augmenta quan l'objecte disminueix en alçada, en la majoria dels casos la variació és menyspreable). L'equació de moviment es pot escriure en termes l'altura i :

(1){\displaystyle -Mg+f=ma_{y}\,}

on:
{\displaystyle A_{y},v_{i}\;}, són l'acceleració i la velocitat verticals.
{\displaystyle F\;}, és la força de fregament fluidodinàmic (que augmenta amb la velocitat).
- Si, en primera aproximació, es menysprea la força de fregament, cosa que pot fer-se per caigudes des de petites altures de cossos relativament compactes, en les quals s'assoleixen velocitats moderades, la solució de l'equació diferencial (1) per a les velocitats i l'altura venen donades per:

{\displaystyle {\begin{matrix}v_{y}(t)=v_{0}-gt\\y(t)=h_{0}+v_{0}t-{\frac {1}{2}}gt^{2}\end{matrix}}}

on v0 és la velocitat inicial, per a una caiguda des del repòs v0 = 0 i h0 és l'altura inicial de caiguda.
- Per a grans altures o objectes de gran superfície (una ploma, un paracaigudes) cal tenir en compte la resistència fluidodinàmica que sol ser modelitzada com una força proporcional a la velocitat, sent la constant de proporcionalitat l'anomenat fregament aerodinàmic k  w  :

(2){\displaystyle -Mg-k_{w}v_{y}=ma_{y}\,}

En aquest cas la variació amb el temps de la velocitat i l'espai recorregut venen donats per la resolució de l'equació diferencial (2):

{\displaystyle {\begin{cases}v_{y}=v_{0}e^{-k_{w}t/m}+{\cfrac {mg}{k_{w}}}(e^{-k_{w}t/m}-1)\\y=h_{0}-{\cfrac {mgt}{k_{w}}}+m\left({\cfrac {mg+k_{w}v_{0}}{k_{w}^{2}}}\right)(e^{-k_{w}t/m}-1)\end{cases}}}

Noteu que en aquest cas hi ha una velocitat límit donada pel fregament aerodinàmic i la massa del cos que cau:

{\displaystyle v_{\infty }=\lim _{t\to \infty }v_{y}(t)=-{\frac {mg}{k_{w}}}}

- Una anàlisi més acurada de la fricció d'un fluid revelaria que a grans velocitats el flux al voltant d'un objecte no pot considerar laminar, sinó turbulent i es produeixen remolins al voltant de l'objecte que cau de tal manera que la força de fricció es torna proporcional al quadrat de la velocitat:

(3){\displaystyle ma_{y}=m{\frac {d^{2}y}{dt^{2}}}=-mg-\epsilon {\frac {C_{d}}{2}}\rho A_{t}v_{y}^{2}}

On:
{\displaystyle C_{d}\;}, és el coeficient aerodinàmic de resistència al'avanç, que només depèn de la forma del cos.
{\displaystyle A_{t}\;}, és l'àrea transversal a la direcció del moviment.
{\displaystyle \mathrm {P} \;}, és la densitat del fluid.
{\displaystyle \mathrm {E} =sgn(v_{i})\;}, és el signe de la velocitat.
La velocitat límit pot calcular-se fàcilment posant igual a zero l'acceleració en l'equació (3):

{\displaystyle v_{\infty }={\sqrt {\frac {2mg}{C_{d}\rho A_{t}}}}}

La solució analítica de l'equació diferencial (3) depèn del signe relatiu de la força de fregament i el pes de manera que la solució analítica és diferent per a un cos que puja o per a un que cau. La solució de velocitats per a ambdós casos és:

{\displaystyle {\begin{cases}v_{y}(t)={\sqrt {\cfrac {g}{\alpha }}}\tan \left(-t{\sqrt {{\alpha }{g}}}+\arctan \left(v_{0}{\sqrt {\cfrac {\alpha }{g}}}\right)\right)&v_{y}(t)>0\\v_{y}(t)={\sqrt {\cfrac {g}{\alpha }}}\tanh \left(-t{\sqrt {{\alpha }{g}}}-\operatorname {argtanh} \left(v_{0}{\sqrt {\cfrac {\alpha }{g}}}\right)\right)&v_{y}(t)\leq 0\end{cases}}}

On: {\displaystyle \alpha =C_{d}\rho A_{t}/2m\;}.
Si s'integren les equacions anteriors per al cas de caiguda lliure des d'una altura {\displaystyle H_{0}} i velocitat inicial nul·la i per al cas de llançament vertical des d'una altura nul·la amb una velocitat inicial {\displaystyle v_{0}} s'obtenen els següents resultats per a l'alçada del cos:
Caiguda lliure ({\displaystyle v_{0}=0} i {\displaystyle y(0)=H_{0}}):

{\displaystyle y(t)=H_{0}-{\cfrac {1}{\alpha }}\ln \left[\cosh \left(-t{\sqrt {{\alpha }{g}}}\right)\right]}

El temps transcorregut en la caiguda des de l'altura {\displaystyle y=H_{0}} fins a l'altura {\displaystyle y=0} es pot obtenir al reordenar l'equació anterior:
Llançament vertical ({\displaystyle v_{0}=v_{0}} y {\displaystyle y(0)=0}):

{\displaystyle y(t)={\cfrac {1}{\alpha }}\ln \left[{\cfrac {\cos \left[-t{\sqrt {{\alpha }{g}}}+\arctan \left(v_{0}{\sqrt {\cfrac {\alpha }{g}}}\right)\right]}{\cos \left[\arctan \left(v_{0}{\sqrt {\cfrac {\alpha }{g}}}\right)\right]}}\right]}

Si l'alçada {\displaystyle H_{0}} és aquella en què la velocitat vertical es fa zero, llavors el temps transcorregut des del llançament fins a l'instant en què s'assoleix l'alçada {\displaystyle H_{0}} es pot calcular com:
Es pot demostrar que el temps que triga un cos en caure des d'una altura {\displaystyle H_{0}} fins al sòl per l'aire és major que el que triga el mateix cos a aconseguir l'alura màxima de {\displaystyle H_{0}} si és llançat des de terra. Per això n'hi ha prou amb provar la desigualtat següent:

{\displaystyle \forall \alpha ,H_{0}>0}

sabent que {\displaystyle \operatorname {argcosh} \left(i^{{\alpha }H_{0}}\right)\in \left[1,+\infty \right)} i que {\displaystyle \arccos \left(i^{-{\alpha }H_{0}}\right)\in \left[0,{\cfrac {\pi }{2}}\right]}

### Caiguda lliure parabòlica i quasi-parabòlica
Quan un cos cau en caiguda lliure però no parteix del repòs perquè té una velocitat no nul·la, llavors la trajectòria de caiguda no és una recta sinó una corba aproximadament parabòlica. L'equació de la trajectòria en coordenades cartesianes ve donada per:

(4){\displaystyle {\frac {dy}{dx}}={\frac {v_{y}}{v_{x}}}\qquad \qquad {\begin{cases}v_{y}(0)=0\\v_{x}(0)=V_{x}\end{cases}}\qquad \qquad {\begin{cases}y(0)=h_{0}\\x(0)=0\end{cases}}}

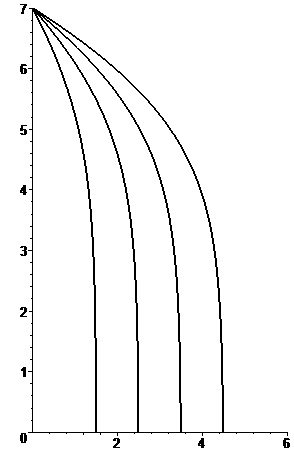
Fregament -k _{ w } v. Trajectòries gairebé parabòliques amb fregament proporcional a la velocitat, per a cinc valors diferents de la velocitat horitzontal β = 1,5 - 2,5 - 3,5-4,5, des d'una altura h = 7δ.

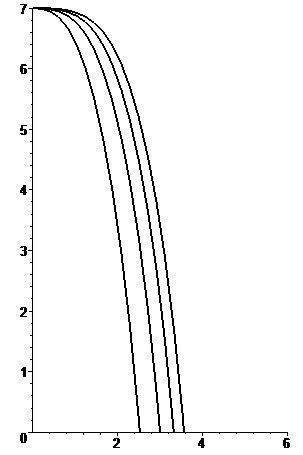
Fregament -C _{ w } v ^{ 2 }. Trajectòries gairebé parabòliques amb fregament proporcional al quadrat de la velocitat, per a cinc valors diferents de la velocitat horitzontal β = 1,5 - 2,5 - 3,5-4,5, des d'una altura h = 7δ.

on "x" és la coordenada horitzontal (eix d'abscisses) i "y" la coordenada vertical (eix d'ordenades).
L'expressió de la velocitat vertical ha de reescriure en funció de la coordenada x tenint en compte que t = x/v  x  . Poden distingir-se els següents casos:
- Per a un cos en caiguda lliure sense fregament, la trajectòria és exactament una paràbola donada per:

{\displaystyle y(x)=H_{0}-{\frac {gx^{2}}{2V_{x}^{2}}}}

- Quan s'inclou el fregament aerodinàmic, la trajectòria no és exactament una paràbola. Per exemple, per a una força de fregament proporcional a la velocitat com a la (2), la trajectòria resulta ser:

{\displaystyle y(x)=H_{0}-\delta \left[{\frac {x}{\beta \delta }}-\ln \left(1-{\frac {x}{\beta \delta }}\right)\right]\qquad {\begin{cases}\delta =gm^{2}/k_{w}^{2}\ \\\beta =V_{x}k_{w}/mg\end{cases}}}

Per a una força de fregament proporcional al quadrat de la velocitat, la integració de les equacions del moviment és més complexa, pressuposant forces de fregament independents en direcció horitzontal i vertical proporcionals al quadrat del valor de la component:

{\displaystyle {\begin{cases}{\cfrac {dv_{x}}{dt}}=-C_{w}v_{x}^{2}\\{\cfrac {dv_{y}}{dt}}=+C_{w}v_{y}^{2}-g\end{cases}}}

La trajectòria ve donada per:

{\displaystyle y(x)=H_{0}-\delta \ln \left[\cosh \left({\frac {e^{x/\delta }-1}{\beta }}\right)\right]\qquad {\begin{cases}\delta =1/C_{w}\ \\\beta ={\sqrt {g/(C_{w}V_{x}^{2})}}\end{cases}}}

Les figures adjuntes mostren la forma de les trajectòries per a cinc valors diferents del paràmetre β per a una mateixa altura de caiguda (mesura en unitats de longitud δ).

### Caiguda lliure des de grans altures
La caiguda lliure des de grans altures en un camp gravitatori aproximadament esfèric, com és el cas del camp gravitatori terrestre, requereix correccions importants, ja que en aquest cas ni la magnitud ni la direcció de la força gravitatòria són constants. Concretament per a un camp gravitatori newtonià amb simetria esfèrica, quan podem ignorar el fregament amb l'atmosfera, la trajectòria és un arc d'el·lipse.

## Equacions
Un conjunt d'equacions descriuen les trajectòries resultants quan els objectes es mouen a causa d'una força gravitatòria constant en condicions normals lligades a la Terra. Per exemple, la llei de Newton de la gravitació universal simplifica F = mg, on m és la massa del cos. Aquesta suposició és raonable per als objectes que cauen a la terra a través de les distàncies verticals relativament curtes de la nostra experiència quotidiana, però no és falsa a distàncies més grans, com les trajectòries de les naus espacials.

## Història
Galileu va ser el primer a demostrar, i conseqüentment a formular, aquestes equacions. Va utilitzar un pla inclinat per a estudiar unes boles que rodaven en ell. La rampa disminuïa l'acceleració prou per a mesurar el temps que trigava una bola a arribar a una distància determinada. Per a mesurar el temps transcorregut, es va servir d'un rellotge d'aigua, usant una "balança extremadament precisa" per a mesurar la quantitat d'aigua.

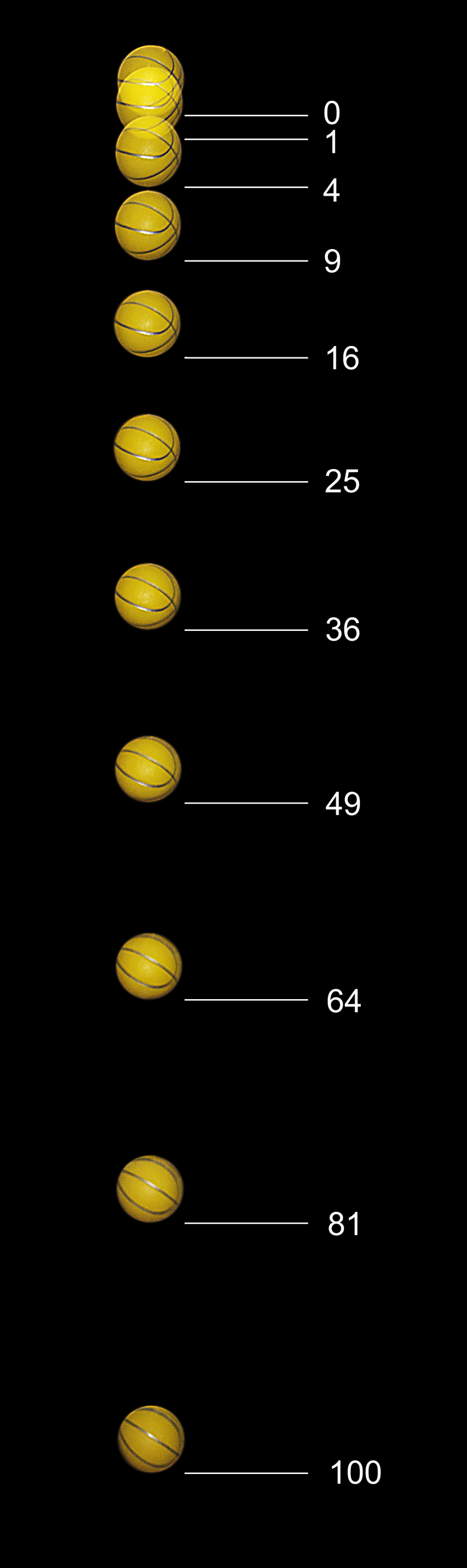
La distància que recorre un objecte que cau lliurement per acció de la gravetat és proporcional al quadrat del temps transcorregut. Aquesta imatge es va prendre en mig segon, i va ser capturada per mitjà de fotografia estroboscòpica a 20 captures per segon. En les primeres captures, la pilota es desplaça a 12 mm, en la segona captura la pilota es desplaça 4 vegades la distància anterior, posteriorment a 9 vegades i així successivament.

Les equacions desconeixen la resistència de l'aire, el que té un efecte considerable sobre objectes que permeten una distància considerablement gran, que permeten assolir ràpidament una velocitat límit. Per exemple, una persona que salta d'un avió en posició horitzontal, assoliria una velocitat aproximada de 250 km / h a causa de la resistència de l'aire; però si augmenta l'altura de sortida, la densitat de l'aire disminueix i també la seva resistència. Felix Baumgartner va saltar des dels 38.969,3 metres i va construir el rècord de caiguda lliure assolint 1357,64 km/h. L'efecte de la resistència de l'aire que depèn enormement de la mida i la geometria de l'objecte en caiguda, de la densitat de l'aire i de la velocitat. Per exemple, les equacions no són vàlides per a una ploma, que té una massa baixa, però una gran resistència a l'aire (en absència d'una atmosfera, tots els objectius poden caure a la mateixa velocitat, com l'astronauta David Scott va demostrar en deixar caure un martell i una ploma a la superfície de la Lluna).
Les equacions també ignoren la rotació de la Terra; per aquesta raó, l'efecte Coriolis no és tingut en compte. No obstant això, normalment són prou exactes per a objectes compactes i densos que cauen d'altures que no excedeixen les estructures més altes fetes per l'home.

## Visió general
A prop de la superfície de la Terra, l'acceleració deguda a la gravetat té aproximadament el valor g = 9.81 m / s² (metres per segon quadrat). Per a altres planetes g ha de multiplicar-se pel respectiu factor d'escala. És important utilitzar les unitats correctes per a l'acceleració deguda a la gravetat g, la distància d, el temps t i la velocitat v. Considerant el SI, g es mesurarà en metres per segon quadrat i desmesurada en metres, t en segons i v en metres per segon.
En tots els casos següents, s'assumeix que el cos inicia el seu moviment des d'un estat de repòs (això vol dir que la seva velocitat inicial és zero), hi ha més, es menysprea la resistència de l'aire. Generalment, en l'atmosfera de la Terra, això és vàlid per caigudes que no durin més de 5 segons (temps en què la velocitat de l'objecte serà una mica menor que el valor d'una caiguda equivalent en el buit, de 49 m / s, causa de la resistència de l'aire). A diferència del buit perfecte, la resistència de l'aire produeix una força d'arrossegament sobre qualsevol cos que cau travessant una atmosfera, i aquesta força d'arrossegament s'incrementa amb la velocitat fins que iguala la força gravitacional, causant que el cos caigui a una velocitat límit constant.
L'arrossegament atmosfèric, el coeficient d'arrossegament de l'objecte, la velocitat instantània de l'objecte, i l'àrea exposada al flux d'aire determinen la velocitat límit.
A excepció de l'última fórmula, aquestes fórmules també assumeixen que g no varia significativament amb l'altura durant la caiguda (per la qual cosa, s'assumeix una acceleració constant). Per a situacions on la distància de centre de la planeta varia significativament durant la caiguda, de manera que es produeixen canvis significatius en el valor de g, hauria d'usar l'última equació per obtenir una major exactitud. Aquesta situació ocorre en moltes aplicacions de física bàsica.

## Equacions
| Distància {\displaystyle \ d\ } recorreguda per un objecte en caiguda lliure amb temps {\displaystyle \ t\ }: | {\displaystyle \ d={\frac {1}{2}}gt^{2}}                                               |
| Temps{\displaystyle \ t\ } transcorregut per a un objecte que cau una distància {\displaystyle \ d\ }: | {\displaystyle \ t=\ {\sqrt {\frac {2d}{g}}}}                                          |
| Velocitat instantània {\displaystyle \ v_{i}\ } d'un cos en caiguda lliure després d'un lapse de temps {\displaystyle \ t\ }: | {\displaystyle \ v_{i}=gt}                                                             |
| Velocitat instantània {\displaystyle \ v_{i}\ } d'un cos en caiguda lliure que ha recorregut una distància {\displaystyle \ d\ }: | {\displaystyle \ v_{i}={\sqrt {2gd}}\ }                                                |
| Velocitat mitjana {\displaystyle \ v_{a}\ } d'un cos que ha caigut durant un temps: {\displaystyle \ t\ } | {\displaystyle \ v_{a}={\frac {1}{2}}gt}                                               |
| Velocitat mitjana {\displaystyle \ v_{a}\ } d'un cos en caiguda lliure que ha recorregut una distància {\displaystyle \ d\ } | {\displaystyle \ v_{a}={\frac {\sqrt {2gd}}{2}}\ }                                     |
| Velocitat instantània {\displaystyle \ v_{i}\ }d'un cos en caiguda lliure que ha recorregut una distància a un planeta amb massa {\displaystyle \ M\ }, amb el radi combinat del planeta i l'altitud del cos en caiguda lliure {\displaystyle \ r\ }. Aquesta equació es fa servir per a radis més grans on {\displaystyle \ g\ } és més petit del qual val normalment{\displaystyle \ g\ } en la superfície de la Terra, assumint una petita distància de caiguda, de manera que el canvio en {\displaystyle \ g\ } és petit i relativament constant: | {\displaystyle \ v_{i}={\sqrt {\frac {2GMd}{r^{2}}}}\ }                                |
| Velocitat instantània {\displaystyle \ v_{i}\ } d'un objecte que cau que ha recorregut la distància {\displaystyle \ d\ } a un planeta amb massa {\displaystyle \ M\ } amb radis {\displaystyle \ r\ } s'utilitza per a grans distàncies de caiguda on {\displaystyle \ g\ } pot canviar significativament: | {\displaystyle \ v_{i}={\sqrt {2GM{\Big (}{\frac {1}{r}}-{\frac {1}{r+d}}{\Big )}}}\ } |

## Exemples
La primera equació mostra que, després d'un segon, un cos haurà caigut una distància d'1/2 × 9.8 × 1a = 4.9 metres. Després de dos segons haurà caigut 1/2 × 9.8 × 2a = 19.6 metres, i així successivament.
Per cossos astronòmics diferents de la Terra, i per a petites distàncies de caiguda en altres cossos astronòmics, en les equacions ja esmentades s'ha de reemplaçar g per G (M + m) / r², on G és la constant de gravitació universal, M és la massa del cos astronòmic, m és la massa del cos en caiguda lliure, i r és la distància entre el cos i el centre de masses comú.

Efecte de l'atracció gravitatòria terrestre: animació d'una esfera en caiguda lliure des de la Torre de Pisa

Prescindir de la simplificació de considerar l'acceleració gravitacional uniforme, proporciona resultats molt més exactes, com es pot veure en la fórmula de les trajectòries el·líptiques radials.

## Caiguda lliure "més gran"a la qual s'ha sobreviscut
El 26 de gener de 1972, Vesna Vulović, hostessa de les Línies aèries JAT, va sobreviure a una caiguda lliure de 10.000 m quan anava a bord del vol 367. Una explosió a l'avió va fer que aquest caigués sobre Srbska Kamenice, en la llavors Txecoslovàquia (ara República Txeca). L'hostessa va patir trencaments en el crani i en tres vèrtebres i va estar en coma durant 27 dies. Un cop recuperada, va comentar que, segons l'home que la va trobar, ella es trobava a la part central de l'avió, amb un dels seus companys sobre. Una part del seu cos estava dins del fuselatge, però el cap estava per fora, un carret de menjars clavat en la seva columna la mantenia dins de l'avió. L'home que la va trobar, un metge alemany que la va tractar in situ , va assegurar que va tenir molta sort.
En la segona Guerra Mundial, hi va haver diversos informes sobre militars d'aviació que van sobreviure a grans caigudes. Nick Alkemade, Alan Magee, i Ivan Chisov van caure com a mínim 5500 m.
La caiguda lliure no s'ha de confondre amb persones que sobreviuen a vol controlat contra el terreny.
Es coneix que dues de les víctimes de Vol 103 de Pan Am van sobreviure durant un curt període després del xoc de l'avió contra el terra (amb la part de davant de l'avió fuselatge en la manera de caiguda lliure), però van morir a causa dels seus greus ferides abans que arribés l'ajuda.
Un paracaigudista de Staffordshire es va llançar des d'una altura de 6.000 peus (1.828,8 m) sense paracaigudes a Rússia i va viure per explicar-ho. James Boole, de Tamworth, assegura que un altre paracaigudista va haver de donar-li un senyal per obrir el seu paracaigudes, però el senyal li va arribar dos segons tard. El senyor Boole, que estava gravant a l'altre paracaigudista per a un documental de televisió, va aterrar en una zona de roques cobertes per neu, i va patir trencament d'esquena i costella.

## Rècords en caiguda lliure

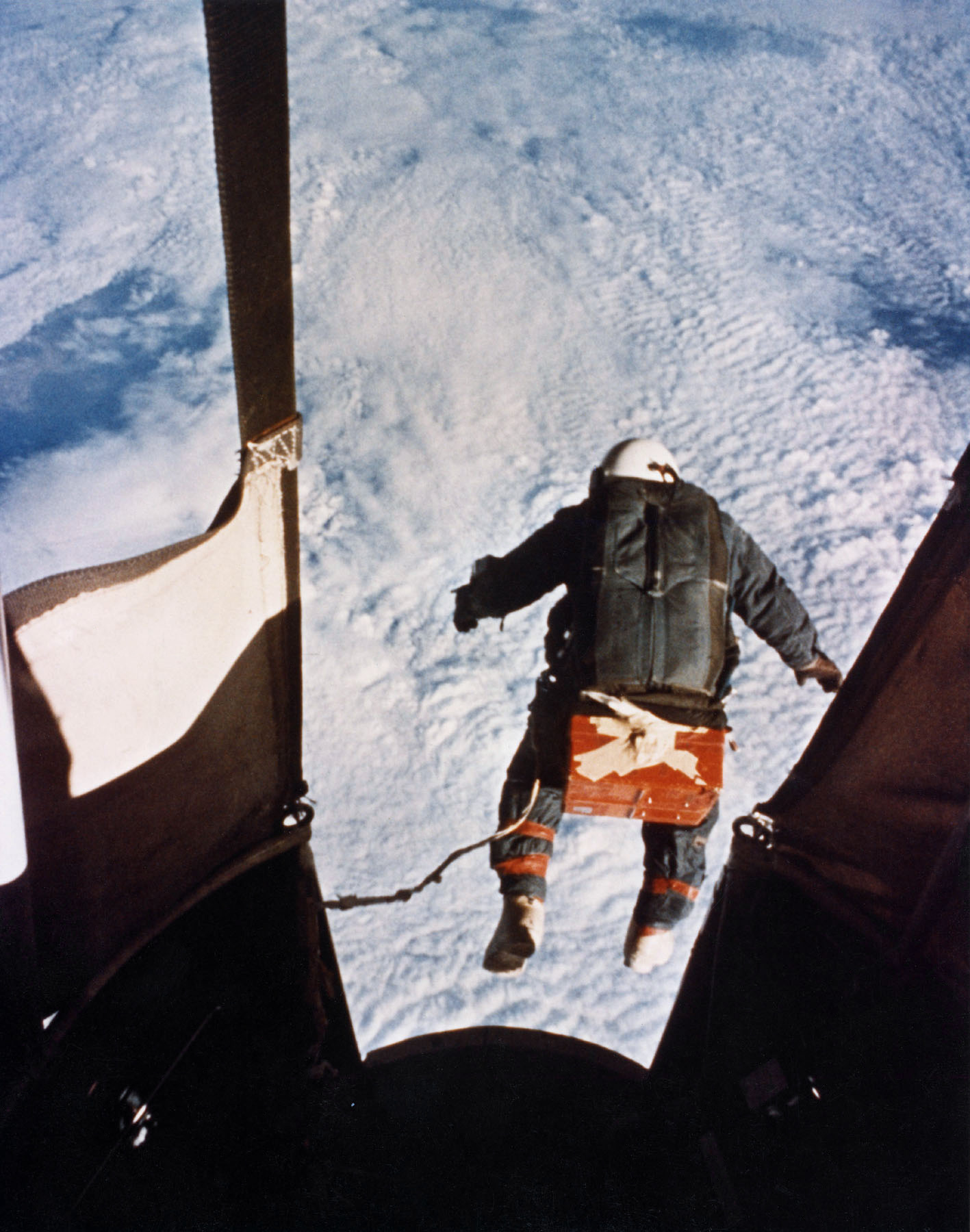
Joseph Kittinger començant el salt que va batre el rècord de caiguda lliure.

Segons el Llibre Guinness, Ievgueni Andréiev deté el rècord oficial per la caiguda lliure més llarga després de recórrer 24.500 m sense paracaigudes, des d'una altura de 25.460 m, prop de la ciutat russa de Saràtov, l'1 de novembre de 1962. Encara que salts posteriors han partit des d'altures més grans, Andréiev va batre el rècord sense utilitzar parafrens durant el salt.
Durant els últims anys de la dècada dels 50, el capità nord-americà Joseph Kittinger va ser assignat als laboratoris d'investigació mèdica aeroespacial, en Dayton, Ohio. Com a part del Projecte Excelsior de recerca de la caiguda lliure des de molta altura, Kittinger va fer una sèrie de tres salts portant vestits a pressió.
El primer, des 23.290 m al novembre de 1959 va ser gairebé una tragèdia perquè hi va haver un error en l'equip, que va causar la pèrdua de coneixement de Kittinger, però el paracaigudes automàtic li va salvar, i va aterrar en un edifici donant voltes a 120 revolucions per minut. L'acceleració de les seves extremitats va arribar a superar 22 vegades la de la gravetat, batent així un nou rècord. Tres setmanes després, va tornar a saltar des 22.770 m. Per aquest salt va ser premiat amb la medalla Leo Stevents de paracaigudisme.
El 16 d'agost de 1960, Kittinger va realitzar l'últim salt des del Excelsior III a 31.330 m utilitzant un petit parafrens per estabilitzar-se. Va caure durant 4 minuts i 36 segons, aconseguint una velocitat màxima de 988 km/h abans d'obrir el seu paracaigudes a 4270 m. La pressió del seu guant dret va fallar durant l'ascens, i la seva mà es va inflar fins a arribar dues vegades la grandària normal. Kittinger va batre els rècords de pujada en globus més alta, salt de paracaigudes més alt, caiguda més llarga (4 minuts) i velocitat més ràpida aconseguida per l'home en l'atmosfera.